# 胡志明市師範大學

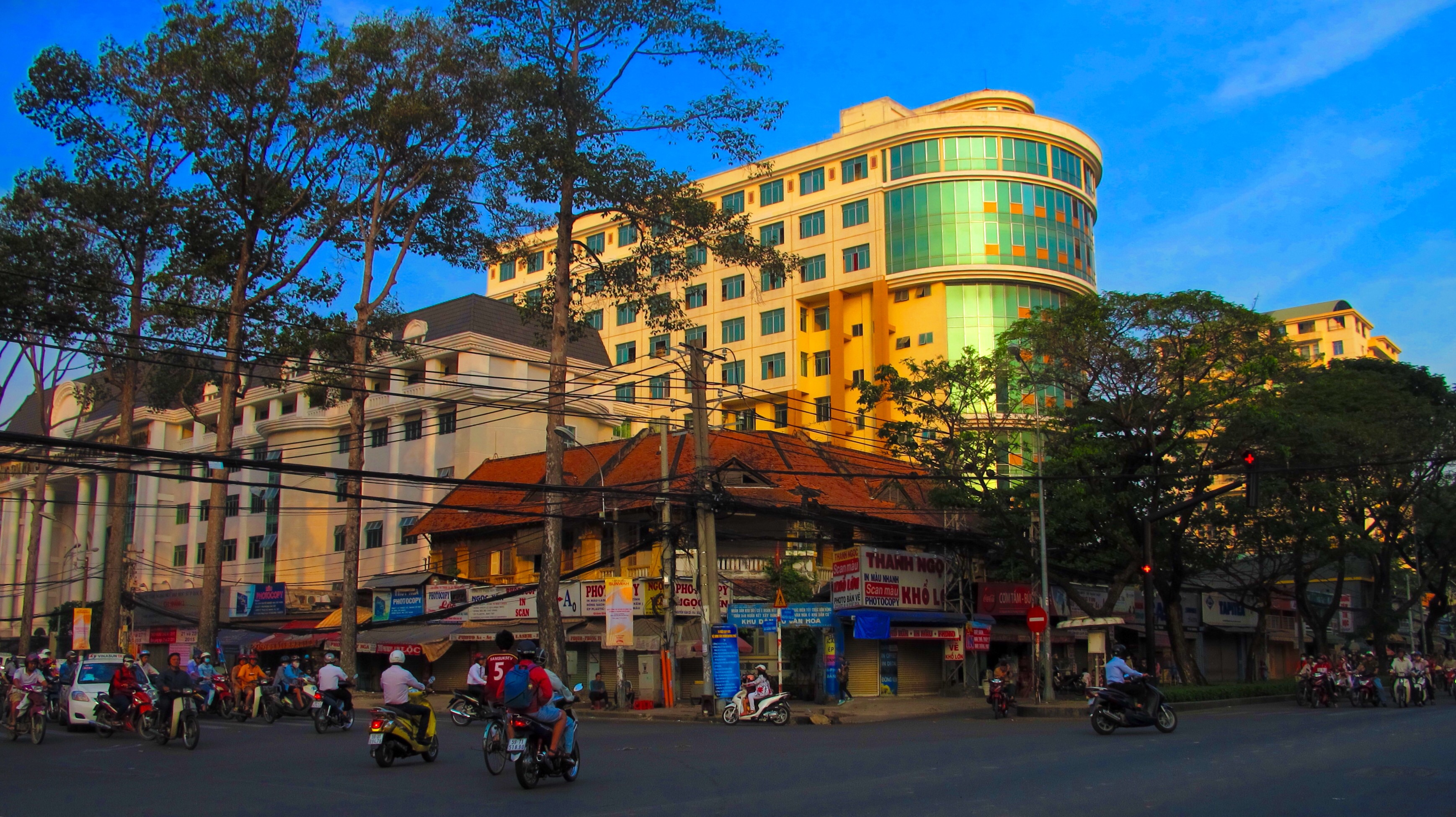
胡志明市师范大学

胡志明市師範大學（越南语：／*/?）是一所位于越南胡志明市的大学，于1976年成立。
胡志明市師範大學前身為西貢國家師範大學(越南共和國的最重要大學之一)。1995年，本大學被合併于胡志明市國家大學。1997年本大學又成為一個獨立大學(直接附屬越南教育部)。